# Домница (Карпеница)
Домница је планинско село, које се налази на надморској висини од 1005 метара, у Евританији, Средишња Грчка, дем Карпениси (словенско Карпеница). Налази се на граници Етолоакарнаније и на 41 км од Карпеница. Његова популација је 287 (према подацима из 2011).
Постоје два одвојена насеља — Скотија (6 људи) и Марино (41 особа). Јужно од села је планина Кокинија, позната по своима најјужнија букова лежишта на Балкану.
Године 1821. током Грчког рата за независност пронашао је уточиште у селу на путу до оближњег манастира Петра — Георгиос Караискакиса.
Домница је најпозната у новој историји Грчке као место где је основана 7. јуна 1942. године — ЕЛАС.